# Helsinki Challenger 1984
Il Helsinki Challenger 1984 è stato un torneo di tennis facente parte della categoria ATP Challenger Series nell'ambito dell'ATP Challenger Series 1984. Il torneo si è giocato a Helsinki in Finlandia dal 5 all'11 novembre 1984 su campi in cemento indoor.

## Vincitori

### Singolare
Jakob Hlasek ha battuto in finale  Johan Carlsson con il punteggio di 6–4, 6–3

### Doppio
Jakob Hlasek /  Alexandre Hocevar hanno battuto in finale  Ronnie Båthman /  Magnus Tideman con il punteggio di 7–6, 6–4